# آناستازیا چتوریکووا

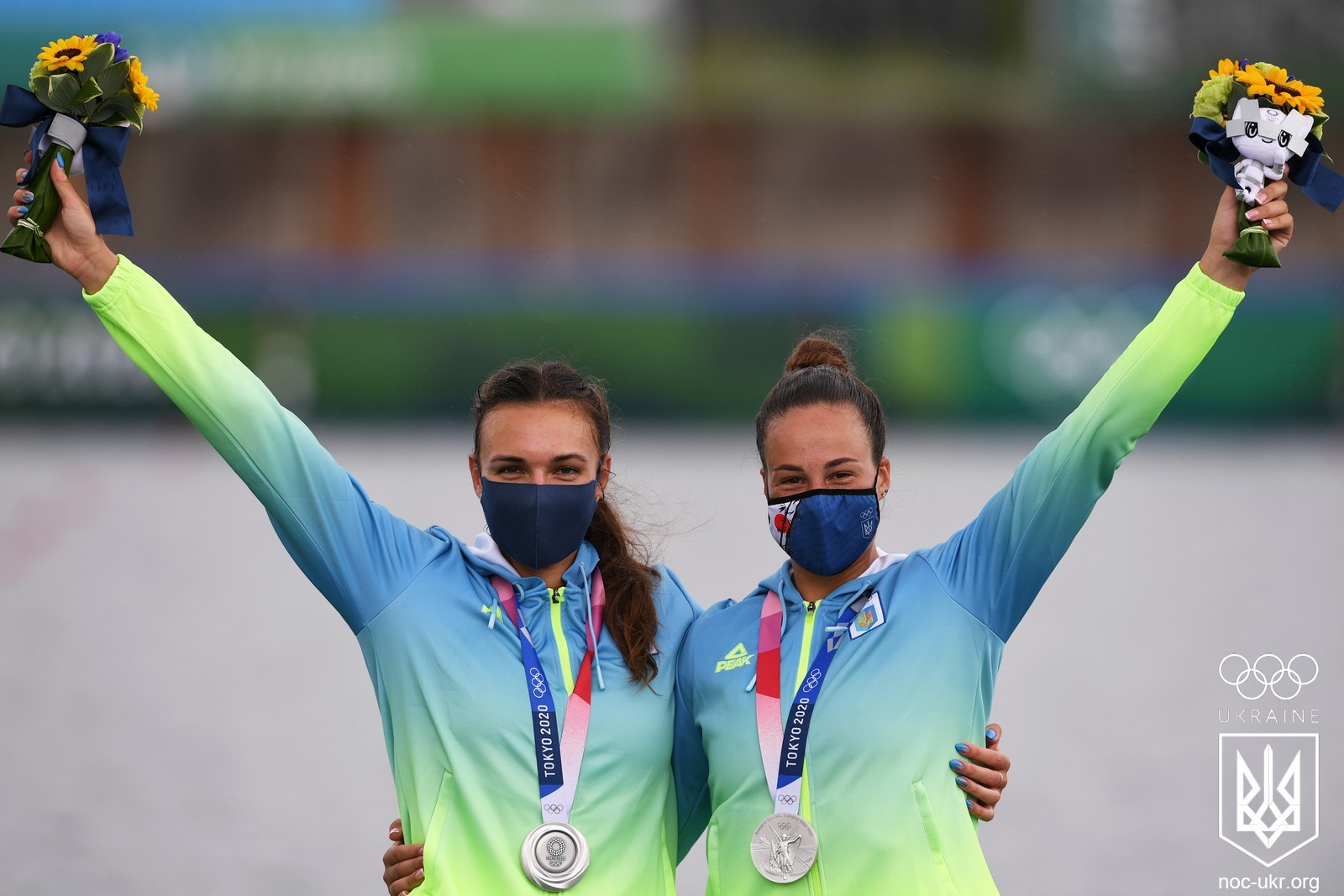
آناستازیا چتوریکووا (چپ) - ۲۰۲۰

آناستازیا چتوریکووا (اوکراینی: Анастасія Андріївна Четверікова؛ زادهٔ ۱۳ آوریل ۱۹۹۸) قایقران کانو اهل اوکراین است.
وی در مسابقات کشوری و بین‌المللی در مجموع برندهٔ ۱ مدال طلا، ۱ مدال نقره، ۲ مدال برنز شده‌است.